# Alessia Filippi
Alessia Filippi (Roma, 23 de junio de 1987) es una nadadora italiana especialista en pruebas de media distancia y estilos. En los Juegos Olímpicos de Pekín 2008 ganó la medalla de plata en los 800 metros libres, por detrás de la británica Rebecca Adlington que ganó el oro.
Antes de los Juegos fue una de las grandes triunfadoras en los Campeonatos de Europa de Eindhoven 2008, donde ganó dos medallas de oro (800 m libres y 400 m estilos) y una de bronce (4 × 200 m libres)
Es la actual plusmarquista mundial de 800 metros en piscina corta con 8:04.53, así como plusmarquista europea de 1.500 metros en piscina larga con 15:52.84
Mide 1,86 m.

## Resultados
| Año  | Competición             | Lugar      | Puesto                                                                                | Marca                           |
| ---- | ----------------------- | ---------- | ------------------------------------------------------------------------------------- | ------------------------------- |
| 2004 | Campeonato de Europa PL | Madrid     | 7.ª en 400 m estilos                                                                  | 4:51.50                         |
| 2004 | Campeonato de Europa PC | Viena      | 5.ª en 400 m estilos 7.ª en 4x50 m. libres                                            | 4:38.76 1:41.96                 |
| 2005 | Campeonato de Europa PC | Trieste    | 4.ª en 400 m estilos                                                                  | 4:36.85                         |
| 2006 | Campeonato del Mundo PC | Shanghái   | 2.ª en 400 m estilos 4.ª en 4 × 200 m libres 7.ª en 4 x 100 m libres                  | 4:35.38 7:50.39 3:39.18         |
| 2006 | Campeonato de Europa PL | Budapest   | 1.ª en 400 m estilos 3.ª en 200 m estilos 4.ª en 400 m libres 5.ª en 4 × 200 m libres | 4:35.80 2:13.75 4:08.43 8:02.61 |
| 2006 | Campeonato de Europa PC | Helsinki   | 1.ª en 400 m estilos 5.ª en 400 m libres 7.ª en 4x50 m. libres                        | 4:31.58 4:03.82 1:41.12         |
| 2007 | Campeonato de Europa PC | Debrecen   | 1.ª en 400 m estilos 3.ª en 800 m libres                                              | 4:30.46 8:12.84                 |
| 2008 | Campeonato de Europa PL | Eindhoven  | 1.ª en 800 m libres 1.ª en 400 m estilos 3.ª en 4 × 200 m libres 4.ª en 400 m libres  | 8:23.50 4:36.68 7:55.69 4:09.12 |
| 2008 | Campeonato del Mundo PC | Mánchester | 5.ª en 800 m libres 5.ª en 400 m estilos                                              | 8:18.45 4:33.56                 |
| 2008 | Juegos Olímpicos        | Pekín      | 2.ª en 800 m libres 4.ª en 4 × 200 m libres 5.ª en 400 m estilos                      | 8:20.23 7:49.76 4:34.34         |
| 2008 | Campeonato de Europa PC | Rijeka     | 1.ª en 800 m libres 2.ª en 400 m estilos 3.ª en 400 m libres                          | 8:04.53 (RM) 4:26.06 3:59.35    |

## Marcas personales
En la actualidad tiene los récords italianos en las siguientes pruebas:

### Piscina Larga
- 800 m. libres - 8:20.23 (Pekín, 2008)
- 1.500 m. libres - 15:52.84 (Lovadina, 2008)
- 100 m. espalda - 1:01.52 (Riccione, 2006)
- 200 m. espalda - 2:09.04 (Roma, 2007)
- 200 m. estilos - 2:13.08 (Pesaro, 2007)
- 400 m. estilos - 4:34.34 (Pekín, 2008)

### Piscina Corta
- 400 m. libres - 3:59.35 (Rijeka, 2008)
- 800 m. libres - 8:04.53 (Rijeka, 2008)
- 200 m. espalda - 2:06.36 (Génova, 2007)
- 400 m. estilos - 4.26:06 (Rijeka, 2008)